# جون هوارد ستار
جون هوارد ستار (بالإنجليزية: John Howard Starr)‏ هو لاعب هوكي الجليد أمريكي، ولد في 1898 في نيو لندن في الولايات المتحدة، وتوفي في 1989.

## وصلات خارجية
- جون هوارد ستار على موقع HockeyDB.com (الإنجليزية)